# Sphyracephala subbifasciata
Sphyracephala subbifasciata är en tvåvingeart som beskrevs av Fitch 1855. Sphyracephala subbifasciata ingår i släktet Sphyracephala och familjen Diopsidae. Inga underarter finns listade i Catalogue of Life.